# Ardisia schultzei
Ardisia schultzei är en viveväxtart som beskrevs av Carl Christian Mez. Ardisia schultzei ingår i släktet Ardisia och familjen viveväxter. Inga underarter finns listade i Catalogue of Life.